# Laura Stainytė
Laura Stainytė (ur. 28 maja 1983) – litewska motorowodniaczka. Reprezentuje barwy klubu Politechnika Kowno. Sportową karierę rozpoczęła w wieku 16 lat startując w klasie T-550. Po kilku sezonach zdecydowała się przejść do klasy wyścigowej OSY-400.
Jej największy sukces to piąte miejsce w mistrzostwach świata klasy OSY-400, które zdobyła w 2007 roku w Oulton Broad (Wielka Brytania) oraz szóste miejsce w mistrzostwach świata w 2008 roku (Berlin). W tym samym roku zajęła drugie miejsce w prestiżowych wyścigach o Grand Prix Żnina, również w klasie OSY-400. W towarzyskich zawodach w Korei Południowej w gronie najlepszych zawodników świata w swojej kategorii wywalczyła trzecie miejsce. W mistrzostwach Europy wygrała ostatnią eliminację w czeskich Jedovnicach i w klasyfikacji generalnej zajęła czwarte miejsce ze stratą 1 punktu do brązowego medalisty.
W latach 2007 i 2008 została uznana przez kibiców za najsympatyczniejszą motorowodniaczkę świata w konkursie Queen of Powerboat.